# Liber de vita christiana
Der Liber de vita christiana („Buch über das christliche Leben“) ist eine Kanones-Sammlung, die Bonizo von Sutri in den letzten Jahren seines Lebens (nach 1086, vor ca. 1094) kompiliert hat. Die Sammlung ist nach unterschiedlichen Rechtsmaterien in zehn Bücher gegliedert. Anders als die meisten kanonistischen Sammlungen der Zeit enthält sie außer Kanones immer wieder auch teils ausführliche Kommentare Bonizos, die in der Forschung (in Anlehnung an die Kommentare Gratians im Decretum Gratiani) meist dicta genannt werden.